# Szendrő

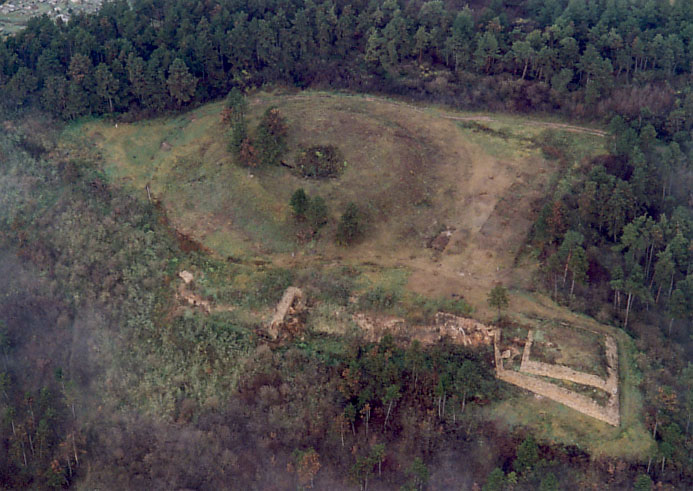
Slottet.

Szendrő är en mindre stad i Ungern med 4 141 invånare (2020).